# Jesuitengesetz
Das Jesuitengesetz vom 4. Juli 1872 war Teil des Kulturkampfes 1871–1887 und verbot die Niederlassungen des Jesuitenordens auf dem Boden des Deutschen Kaiserreichs. Trotz mehrerer Versuche wurde es erst 1904 gemildert und 1917 abgeschafft.

## Inhalt und Folgen
Der Schwerpunkt der Kulturkampfmaßnahmen ging auf Gesetze der Bundesstaaten zurück. Neben dem so genannten Kanzelparagrafen gehörte das Jesuitengesetz zu den wenigen auf der Reichsebene geltenden Gesetzen.
Anders als etwa die Einführung von Standesämtern oder die Durchsetzung der staatlichen Schulaufsicht (Schulaufsichtsgesetz) in Preußen, diente das Jesuitengesetz von Anfang an zur Bekämpfung des Ultramontanismus, galten doch die Jesuiten als Speerspitze dieser romtreu-katholischen Bewegung. Vorausgegangen waren in der Öffentlichkeit regelrechte Kampagnen der Altkatholiken und des Deutschen Protestantenvereins. Die liberale Reichstagsmehrheit hatte einen Entwurf des Bundesrates, das heißt des Reichskanzlers Otto von Bismarck, noch verschärft.  Am 4. Juli wurde das Gesetz, das die Betätigung der Jesuiten und verwandter Orden betraf, verkündet. Es verbot alle Ordensniederlassungen auf deutschem Boden und ermächtigte die Regierung, Aufenthaltsverbote gegen einzelne Jesuiten auszusprechen sowie ausländische Jesuiten jederzeit aus dem Deutschen Reich auszuweisen.
Auch wenn der Kulturkampf von vielen Liberalen mit vorangetrieben wurde, stimmten doch eine Reihe liberaler Politiker bei der namentlichen Abstimmung am 19. Juni 1872 gegen das Gesetz, so etwa die Nationalliberalen Otto Bähr, Ludwig Bamberger und Eduard Lasker sowie von der Fortschrittspartei Franz Duncker, Moritz Wiggers, Franz Wigard, Julius Dickert, Edward Banks, Ludwig Joseph Gerstner, Adolf Hermann Wilhelm Hagen, August Ludwig Hausmann, Carl Herz, Moritz Klotz, Julius von Kirchmann und Wilhelm Schaffrath. Sie lehnten das Jesuitengesetz als Ausnahmegesetz, massiven Eingriff in die Grundrechte und eklatante Diskriminierung einer einzelnen Gruppe ab. Eine Anzahl Liberaler blieb der Abstimmung fern, so etwa die Fortschrittler Franz Ziegler, Albert Haenel, Eugen Richter oder der Nationalliberale Karl Biedermann, der sich im Vorfeld ablehnend geäußert hatte. Die überwiegende Mehrheit der Nationalliberalen und ein großer Teil der Fortschrittspartei stimmte Bismarck jedoch zu, als dieser vor dem Reichstag verkündete: „Nach Canossa gehen wir nicht – weder körperlich noch geistig.“
Das Gesetz blieb auch nach der weitgehenden Beendigung des Kulturkampfes in den 1880er Jahren in Kraft. In der Folge verlangten die Zentrumspartei und andere Organisationen immer wieder vergeblich die Aufhebung des Gesetzes. Ungewollt trug die Weitergeltung des Gesetzes dazu bei, den Zusammenhalt des katholischen Milieus zu stärken.
1896 sprach sich Rudolf von Bennigsen in einem Brief an Karl Bachem gegen die Aufhebung des Jesuitengesetzes aus. In der Arbeit der Jesuiten sah Bennigsen eine Gefahr für „das friedliche und einträchtige Zusammenleben und Zusammenwirken der verschiedenen Konfessionen“ in Deutschland.
Der bayerische Jesuitenerlass vom 11. März 1912 entfachte die Debatte über das Jesuitengesetz neu.
Erst 1904 wurde das Gesetz gemildert und 1917 abgeschafft. Die Motive lagen in Zugeständnissen an die Zentrumspartei, die inzwischen für die Regierungsbildung unentbehrlich war.

## Einzelnachweise

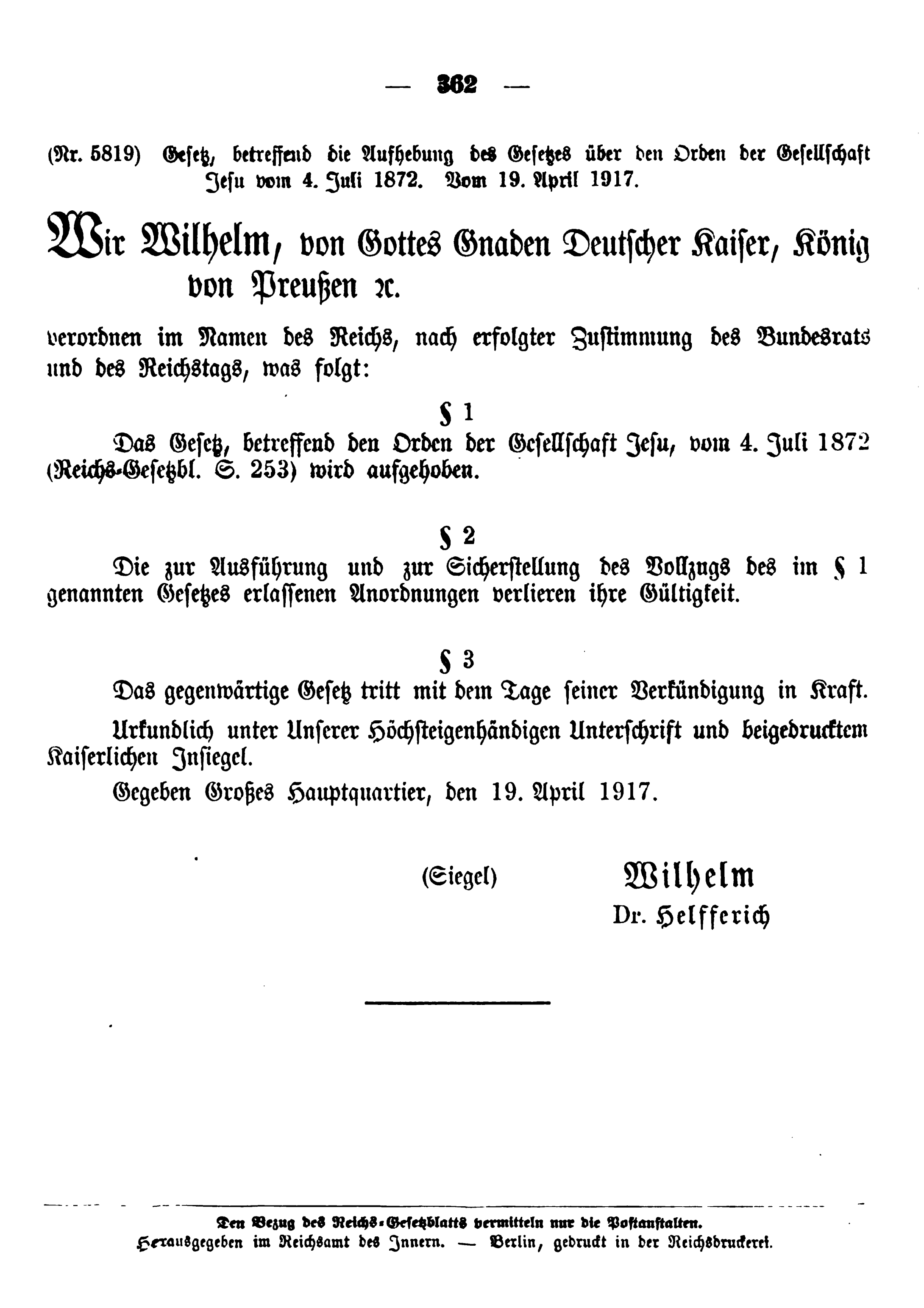
Gesetz, betreffend die Aufhebung des Gesetzes über den Orden der Gesellschaft Jesu. Vom 19. April 1917. Veröffentlicht im Deutschen Reichsgesetzblatt gleichen Datums.